# Kétkeresztúr
Kétkeresztúr (szlovákul: Nové Hony, korábban Kerestúry) község Szlovákiában, a Besztercebányai kerületben, a Losonci járásban. Kis- és Nagykeresztúr egyesítésével jött létre.

## Fekvése
Losonctól 12 km-re keletre fekszik.

## Története
A régészeti leletek tanúsága szerint a község területén ősidők óta laknak emberek. A korai bronzkorból a pilinyi kultúra emberének települését tárták fel itt. A szlávok 10. századi településének nyomait is megtalálták itt.
A mai települést 1332-ben említik először. A 14. századtól két részből, Kis- és Nagykeresztúrból állt, melyek a 19. században egyesültek. Története során több nemesi család birtoka volt. 1828-ban 15 házában 133 lakos élt. Lakói mezőgazdasággal és szőlőtermesztéssel foglalkoztak. A Szakáll család nagybirtokán merinói juhokat tenyésztettek.
Vályi András szerint „Nagy, és Kis Keresztúr. Két Szabad puszták Nógrád Várm. földes Uraik Losonczy, és Záborszky Uraságok, fekszenek Osgyánnak szomszédságában, és annak filiáji."
A trianoni békeszerződésig területe Nógrád vármegye Losonci járásához tartozott. 1938 és 1944 között újra Magyarország része. 1948-ban a nagybirtokot felosztották.

## Népessége
| Év:            | 1994. | 2004.   | 2014.   | 2024.   |
| -------------- | ----- | ------- | ------- | ------- |
| Emberek száma: | 185   | 195     | 184     | 178     |
| Eltérés:       |       | +5,40 % | -5,64 % | -3,26 % |

| Év:            | 2023. | 2024.   |
| -------------- | ----- | ------- |
| Emberek száma: | 182   | 178     |
| Eltérés:       |       | -2,19 % |

1910-ben 291-en, többségben magyar anyanyelvűek lakták, jelentős szlovák kisebbséggel.
2001-ben 205 lakosából 157 szlovák és 44 magyar volt.
2011-ben 186 lakosából 157 szlovák és 22 magyar volt.
2021-ben 179 lakosából 152 szlovák, 22 magyar (12,3%), 1 cseh, 1 egyéb, 3 ismeretlen nemzetiségű volt.

## Nevezetességei

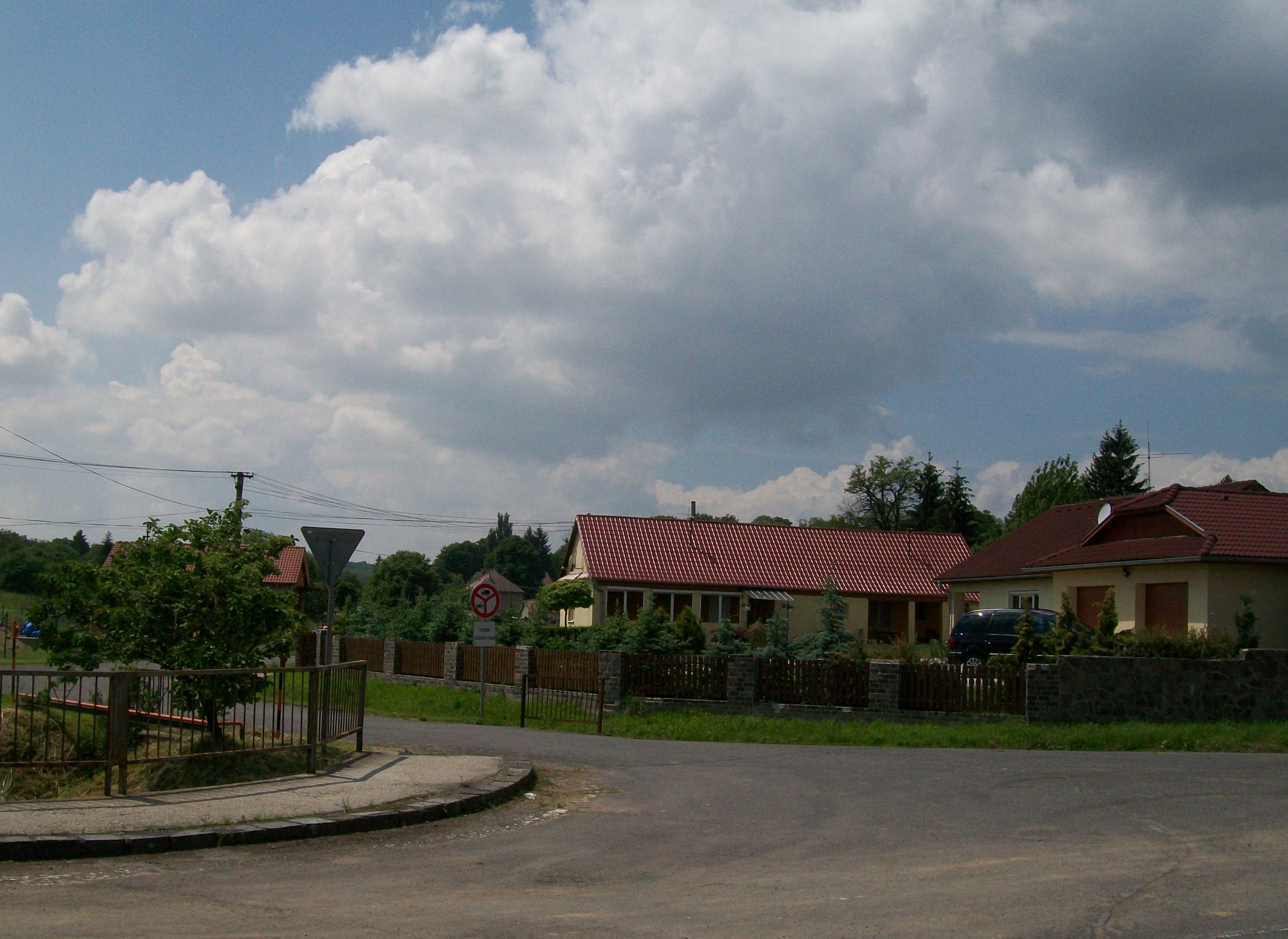

- Evangélikus temploma 1886-ban épült.
- Neoklasszicista kastélya 1870-ben épült, 1903-ban átépítették.

## Külső hivatkozások
- Hivatalos oldal Archiválva 2007. március 9-i dátummal a Wayback Machine-ben
- Községinfó
- Kétkeresztúr Szlovákia térképén
- Rövid történet[halott link]